# Oberkassel (Bonn)

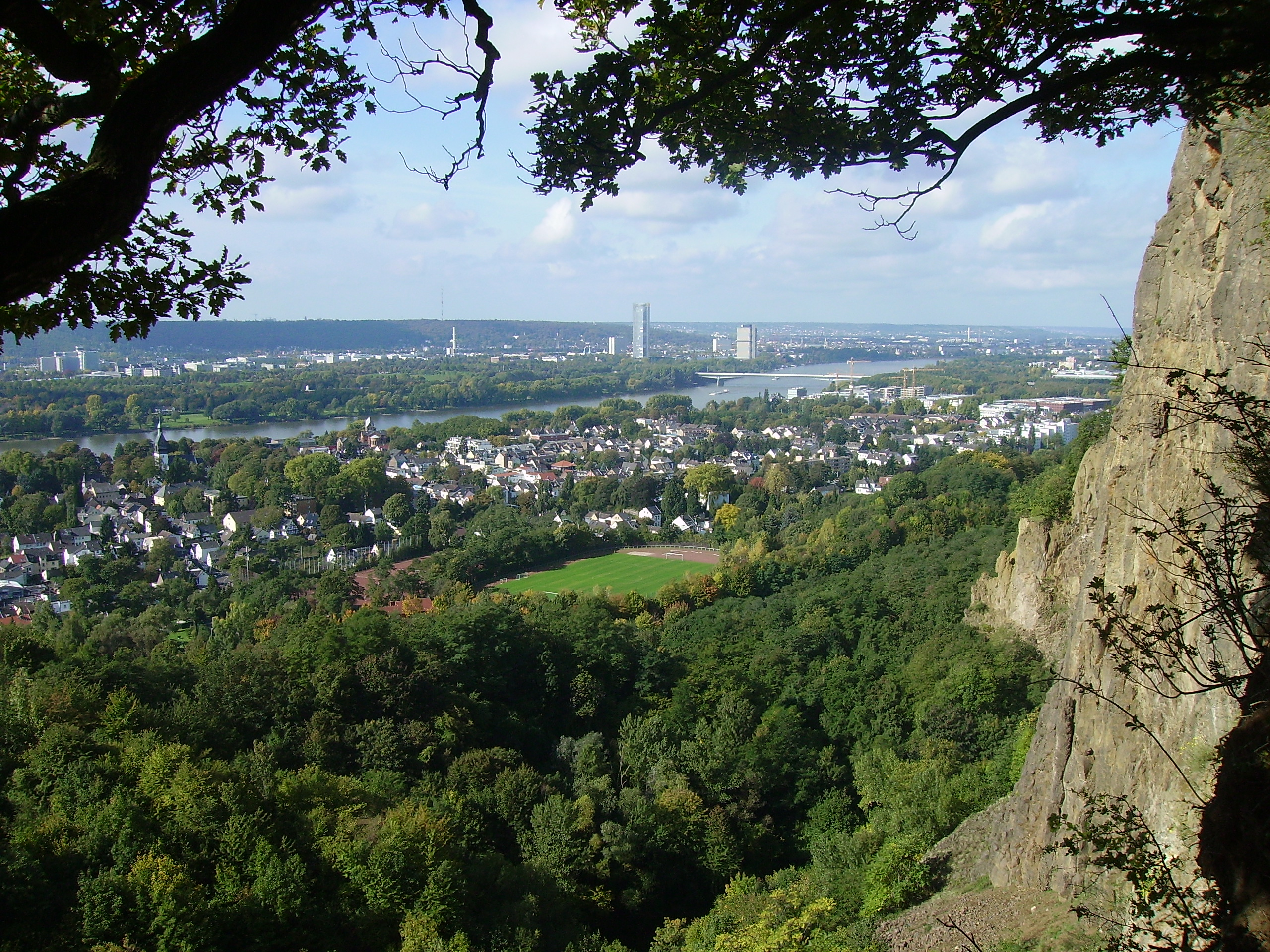
Blick auf Oberkassel und Bonn

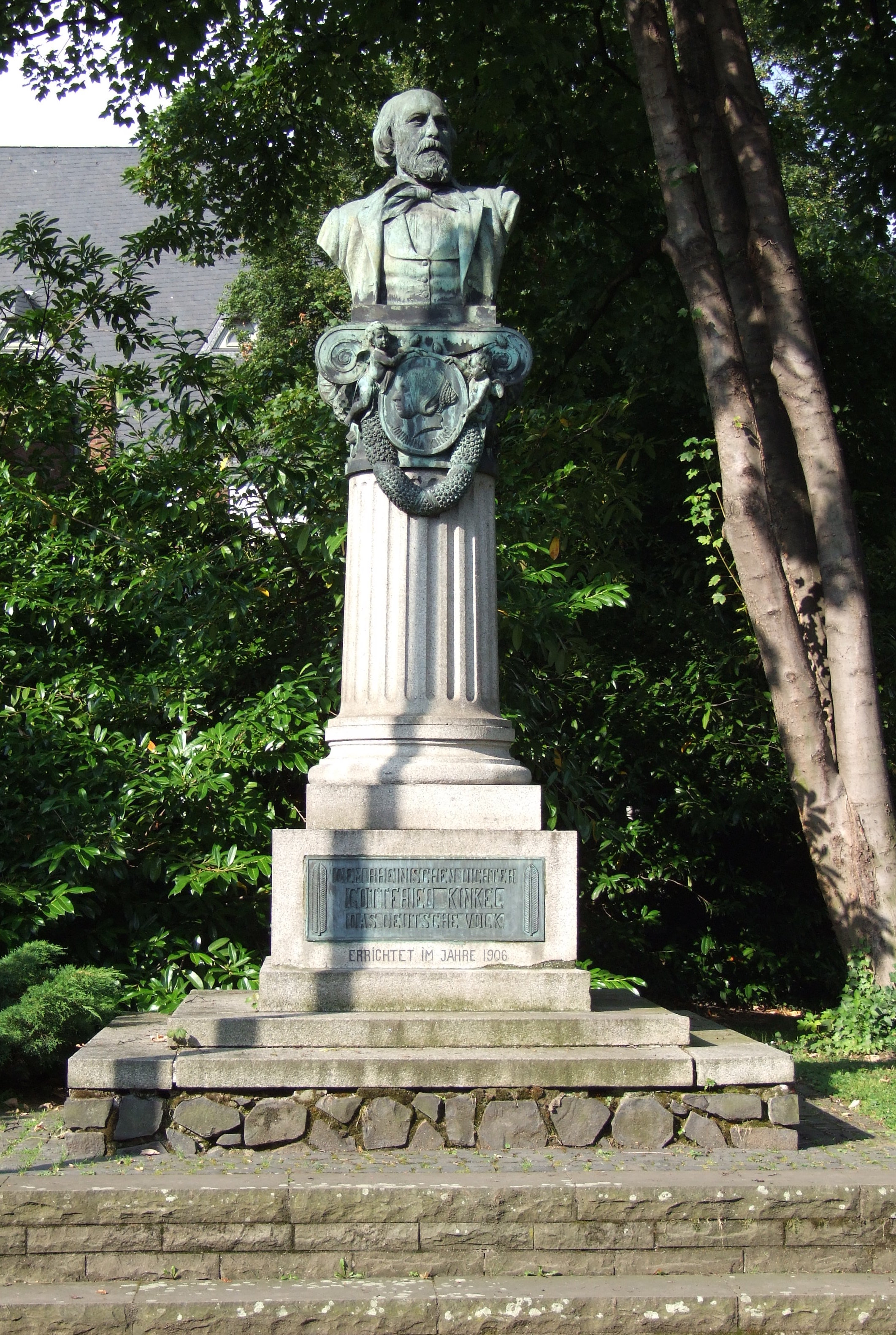
Gottfried-Kinkel-Denkmal

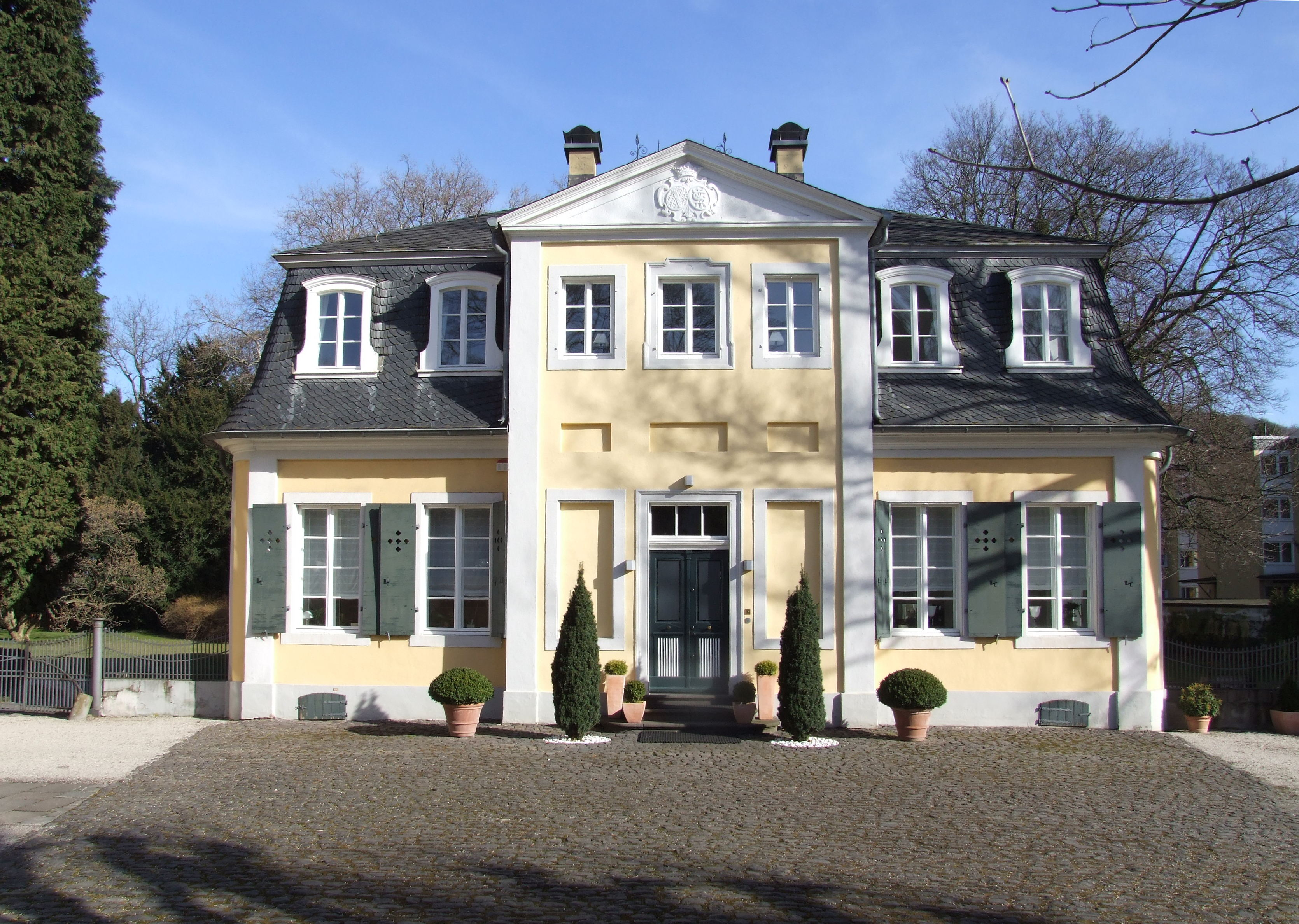
Lippisches Landhaus von Johann Conrad Schlaun

Oberkassel (amtliche Schreibweise bis 14. August 1936: Obercassel) ist ein Ortsteil der Bundesstadt Bonn im Stadtbezirk Beuel und liegt am rechten Rheinufer am Rand des Siebengebirges. Oberkassel hat etwa 7000 Einwohner.

## Geographie
Oberkassel ist der südlichste Ortsteil des Bonner Stadtbezirks Beuel und damit der südlichste rechtsrheinische von Bonn. Er liegt am Übergangsbereich vom Mittel- in den Niederrhein im Godesberger Rheintaltrichter, dem Südende der Kölner Bucht, am westlichen Fuß des das Siebengebirge nach Norden abdachenden Höhenzugs Ennert mit seinen steil zum Rheintal abfallenden Erhebungen Rabenlay und Kuckstein. Im Osten oberhalb der Tunnelstrecke der Bundesstraße 42 erstreckt sich die zusammenhängende Bebauung des Ortsteils am Hang des Ennerts bis auf Höhenlagen von gut 110 m ü. NHN. Im Norden grenzt Oberkassel an den Ortsteil Ramersdorf und teilt sich mit diesem auch das neue Entwicklungsgebiet Bonner Bogen. Im Süden grenzt Oberkassel an Oberdollendorf, im Südosten besteht ein fließender Übergang zum Oberdollendorfer Ortsteil Römlinghoven. Dies ist zugleich auch die Stadtgrenze zwischen Bonn und der Stadt Königswinter, die bereits zum Rhein-Sieg-Kreis gehört. Schließlich bildet der Rhein die Grenze zum Stadtbezirk Bad Godesberg.
Der höchste Geländepunkt des Ortsteils Oberkassel und zugleich auch von Bonn ist der zum Ennert gehörende Paffelsberg mit 195 Metern.

## Geschichte
Auf eine frühe Besiedelung des Raumes weist das 1914 in einem Steinbruch gefundene Doppelgrab von Oberkassel als ältester Fund des modernen Menschen (Homo sapiens) in Deutschland hin.
Als Cassele wurde Oberkassel 722/723 und eindeutig als Cassela 1144 zuerst erwähnt, der Name geht vermutlich auf das keltische Wort „Cassola“ zurück, das Sumpf, Bach und Moor bedeutet. Ebenso ist eine Ableitung des römischen „Castels“ denkbar. Zu Oberkassel gehören die vorher selbständigen Siedlungen Berghoven (erstmals 873 erwähnt), Büchel (erstmals 1202 erwähnt), Broich (erstmals 1306 erwähnt) und Meerhausen (erstmals 1442 erwähnt).
Der Buschhof wurde als Bauernhof 1144 der Pfarrei Vilich zugeschlagen, nach 1283 gehörte er dem Erzbischof von Köln, ab 1459 dem Kloster Engelthal und ab 1807 dem Grafen Salm-Reifferscheidt-Dyck, der mehrere Bauernhöfe aufkaufte. Die wirtschaftliche Grundlage der einzelnen Ortschaften ist zum Teil heute noch an der historischen Bebauung ablesbar.
Neben den alten Hofanlagen, die als Kristallisationspunkte für die landwirtschaftlich geprägten Siedlungsbereiche dienten, haben insbesondere der Weinanbau und die Steinbruchtätigkeit ihre Spuren in Oberkassel hinterlassen. Dies zeigt sich nicht nur in der Ausformung der Landschaft, sondern auch in der Anlage der Wegeführungen z. B. von den Steinbrüchen zum Rhein und in den häufigen Winzerhäusern mit den notwendigen Kellern. Noch bis 1964 war Oberkassel Weinanbaugebiet.
Spätestens ab 1555 war Oberkassel Honschaft und Kirchspiel im bergischen Amt Löwenburg. Das Kirchspiel gehörte bis zur Auflösung des Herzogtums Berg im Jahre 1806 zum Bezirk des Gerichts und Botamtes Dollendorf, zum Kirchspiel Oberkassel gehörte auch die Honschaft Berghoven. Im Zuge der Belagerung Bonns im Jahre 1689 wurde auch ein Großteil Oberkassels von französischen Truppen zerstört. 1770 wurde Oberkassel Sitz der Grafen und späteren Fürsten zu Lippe-Biesterfeld, die in dem heute Lippesches Landhaus genannten Anwesen residierten.
Nach der Übernahme des Rheinlandes durch das Königreich Preußen (1815) wurde Oberkassel Sitz der gleichnamigen Bürgermeisterei im Kreis Siegburg (ab 1825 „Siegkreis“), der die Verwaltung der Gemeinden Heisterbacherrott, Niederdollendorf, Oberdollendorf und Oberkassel zugeordnet war.
Die ländlich geprägte, kleinteilige Siedlungsstruktur des Ortes nahm in der zweiten Hälfte des 19. Jahrhunderts insbesondere entlang der Königswinterer Straße im Bereich der katholischen und evangelischen Kirche einen städtisch geprägten Charakter an. Die Königswinterer Straße ist die alte Oberkasseler Hauptstraße, die parallel zum Rhein verläuft und Teil der historischen rechtsrheinischen Talstrecke ist. Sie durchquert den Ort von der nördlichen bis zur südlichen Grenze. Die im Urkataster als Dorfstraße geführte Wegeverbindung von Beuel nach Königswinter ist bereits 1818 kartografisch verzeichnet. 1833 wurde sie innerhalb des Ortskerns gepflastert.
Durch die Entwicklung der wirtschaftlichen und materiellen Lebensgrundlagen wuchs die Bevölkerung von 240 Einwohnern im Jahr 1789 über 709 im Jahre 1861 auf 1884 Einwohner im Jahre 1890 sprunghaft an. Im Rahmen dieser Entwicklung entstanden im Süden und Norden des alten Ortskerns zahlreiche Villen der ortsansässigen Fabrik- und Steinbruchbesitzer. Durch die reizvolle landschaftliche Lage am Rhein und am Fuße des Siebengebirges entwickelte sich der Ort zudem zu einem beliebten Wohnsitz auswärtiger Industrieller.
Im Jahre 1870 erreichte der Neubau der Eisenbahntrasse auf der rechten Rheinstrecke Oberkassel; über das Trajekt Bonn–Oberkassel entstand eine Verbindung zur linksrheinischen Strecke. 1898 erhielt die Bürgermeisterei Oberkassel ein neuerrichtetes Rathaus an der damaligen Hauptstraße. Als Teil einer staatlichen Arbeitsbeschaffungsmaßnahme wurde um 1930 das Oberkasseler Rheinufer neu gestaltet. Dort bestand seinerzeit im Grenzbereich zwischen Oberkassel und Oberdollendorf ein Strandbad, das als das (oder eines der) größte(n) in Deutschland galt (Sommer 1929: 64.000 Gäste) und im Zweiten Weltkrieg zerstört wurde.
Der Aufstieg der NSDAP verlief in Oberkassel eher schleppend. Eine erste öffentliche Veranstaltung der Partei fand hier im Juni 1929 statt:322; eine eigene Ortsgruppe formierte sich erst im Oktober 1930:324. Die Wahlergebnisse der Partei blieben deutlich unterdurchschnittlich und erreichten im Juli 1932 mit 20,4 % ihren vorläufigen Höhepunkt.:325 Zu Beginn der Zeit des Nationalsozialismus (1933–1945) wurde am 13. März 1933, einen Tag nach der Kommunalwahl, Amtsbürgermeister Richard Nücker (1877–1964) in Form einer Beurlaubung abgesetzt. Die Leitung der Amtsgeschäfte übernahm im April 1933 Friedrich Pott aus Wuppertal:327, der nach Nückers Pensionierung – von diesem selbst vorgeblich aus gesundheitlichen Gründen beantragt – im Sommer 1933 auch zum Amtsbürgermeister gewählt wurde.:329 Zum neuen Gemeindevorsteher von Oberkassel wurde im April 1933 der Kaufmann Franz Jaspers, seit 1932 NSDAP-Mitglied, bestimmt.:329 Die meisten örtlichen Vereine und Organisationen wurden gleichgeschaltet, der Freie Bürgerverein Oberkassels wurde hingegen im Juni 1933 nach der Verordnung des Reichspräsidenten zum Schutz von Volk und Staat aufgelöst und seine Sitze in Amts- und Gemeindevertretung der NSDAP zugesprochen.:333 Pott wurde als Amtsbürgermeister auf Grund eines parteiinternen Machtkampfs im Juli 1934 durch Walter Tersteegen ersetzt, den vorherigen Vorsteher der Gemeinde Rosbach, zu der im Gegenzug Pott als Gemeindevorsteher wechselte.:329f. In Konflikt mit dem NS-Regime geriet Johannes Dueppen, der auch kommunalpolitisch aktive Verleger und Schriftleiter der Oberkasseler Zeitung, der zwar der NSDAP beitrat, aber weiterhin Werbeanzeigen jüdischer Geschäfte druckte und gegen den die Staatsanwaltschaft aufgrund kritischer Äußerungen über die lokalen Verhältnisse und die fehlende Pressefreiheit ein Verfahren einleitete. 1936 wurde Dueppen aus der Reichspressekammer ausgeschlossen und der Verlag an den Westdeutschen Beobachter verkauft, für den Dueppen die Berichterstattung vor Ort später fortführte.:336 f. Während des Zweiten Weltkrieges wurden in der Gemeinde Oberkassel mindestens 183 Ausländer als Zwangsarbeiter eingesetzt, darunter jeweils in eigenen Lagern 36 Italiener bei der Firma Hüser und 30 Russen bei der Papierfabrik Duwe.:342 Im Krieg kamen 196 Soldaten und 48 Zivilisten aus Oberkassel zu Tode; bei Kriegsende waren lediglich vier Häuser zerstört.:344
Gegen Kriegsende richteten die amerikanischen Besatzungstruppen im Mai 1945 auf dem Gelände und in den Gebäuden des heutigen Ernst-Kalkuhl-Gymnasiums ein Lager für Displaced Persons (DPs) ein, in dem zunächst 295 befreite Zwangsarbeiter und Flüchtlinge aus Jugoslawien, 193 aus Estland, 190 aus Lettland und 57 aus Litauen untergebracht waren. Bis Oktober 1945 übernahm die britische Armee und bis Mai 1946 das Britische Rote Kreuz die Leitung des Lagers, im April 1947 wurde es aufgelöst.:342 f. Von 1949 bis 1955 gehörte die Gemeinde Oberkassel auch der Enklave Bonn an, ein der Alliierten Hohen Kommission unterstehendes Sondergebiet um den Regierungssitz der Bundesrepublik Deutschland. Die Bestimmung Bonns zum Regierungssitz hatte in Oberkassel ein sprunghaftes Bevölkerungswachstum zur Folge, dabei entstand von 1951 bis 1954 auch die Bundessiedlung Am Kriegersgraben. Im Zuge der kommunalen Neugliederung des Raums Bonn wurden zum 1. August 1969 das Amt und die Gemeinde Oberkassel aufgelöst. Während die Gemeinde Oberkassel in der neu gebildeten Stadt Bonn aufging, kamen die drei anderen Gemeinden zur neu gebildeten Stadt Königswinter. Die Gemarkung Oberkassel in den Grenzen der ehemaligen Gemeinde besteht bis heute. Die 1910 erstmals erschienene Oberkasseler Zeitung wurde 1973 eingestellt.

## Einwohnerentwicklung
| Jahr | Einwohner |
| ---- | --------- |
| 1816 | 0733      |
| 1843 | 1170      |
| 1871 | 1578      |
| 1905 | 3228      |
| 1961 | 5593      |

(Quelle unter)

## Einrichtungen
In Oberkassel befindet sich ein Standort des Deutschen Zentrums für Luft- und Raumfahrt (die ehemalige Deutsche Agentur für Raumfahrtangelegenheiten sowie des Projektträgers im DLR) und der Hauptsitz der Bundesanstalt für Post und Telekommunikation Deutsche Bundespost. Im Norden des Stadtteils an der Grenze zum Ortsteil Ramersdorf befindet sich das Gelände des Bonner Bogens (ehemalige Zementfabrik) mit dem Hotel Kameha Grand Bonn.
Schule
In direkter Nachbarschaft zu diesen Einrichtungen befindet sich das Ernst-Kalkuhl-Gymnasium, ein von Ernst Kalkuhl 1880 gegründetes privates Gymnasium mit Internat. Zudem gibt es in Oberkassel die Gottfried-Kinkel-Grundschule. Die früher in Oberkassel vorhandene städtische Carl-Schurz-Schule – eine Hauptschule – wurde Anfang der 1990er Jahre geschlossen.
Fußballverein
Zwei Straßen vom Gymnasium entfernt liegt der Sportplatz Oberkassel, auf dem der Oberkasseler Fußballverein (OFV) spielt. Die erste Mannschaft der Herren spielt (2019/20) im Verband Mittelrhein in der Bezirksliga, Staffel 2.

## Verkehr
Im Osten Oberkassels verläuft die Bundesstraße 42, die an der Grenze zum Königswinterer Stadtteil Oberdollendorf eine Anschlussstelle hat. Der Südosten Oberkassels wird von der B 42 in einem 500 Meter langen Tunnel unterquert.
Der Bahnhof Bonn-Oberkassel liegt an der rechten Rheinstrecke. Hier verkehren stündlich Züge der RB 27 und des RE 8.
Oberkassel ist durch die Stadtbahnlinie 66 und die Straßenbahnlinie 62 mit den drei Haltestellen „Oberkassel Nord“, „Oberkassel Mitte“ und „Oberkassel Süd/Römlinghoven“ an das Nahverkehrssystem der Bonner Stadtbahn angeschlossen. Hierbei endet die Linie 62 im Süden von Oberkassel, die Linie 66 befährt die Siebengebirgsbahn weiter in südliche Richtung und stellt somit eine Verbindung zu Königswinter und Bad Honnef her.
| Linie | Verlauf / Anmerkungen | Takt (Mo–Fr)                                                                                      |
| ----- | --- | ------------------------------------------------------------------------------------------------- |
| 62    | Dottendorf – Bonn Hbf – Stadthaus – Bonn-Beuel Bf. – Limperich – U Ramersdorf – Bonn-Oberkassel | 10 min                                                                                            |
| 66    | U Siegburg/Bonn Bf – Sankt Augustin-Mülldorf – Sankt Augustin Zentrum/Hochschule Bonn-Rhein-Sieg – Sankt Augustin Kloster – Sankt Augustin Ort – Hangelar Ost – Hangelar Mitte – Hangelar West – Vilich-Müldorf – Vilich – Adelheidisstraße – Konrad-Adenauer-Platz – Bertha-von-Suttner-Platz/Beethovenhaus – Stadthaus – U Bonn Hbf – U Universität/Markt – U Juridicum – U Bundesrechnungshof/Auswärtiges Amt – U Museum Koenig – U Heussallee/Museumsmeile – Ollenhauerstraße – Olof-Palme-Allee – Robert-Schuman-Platz – Rheinaue – U Ramersdorf – Oberkassel Nord – Oberkassel Mitte – Oberkassel Süd/Römlinghoven – Oberdollendorf Nord – Oberdollendorf – Longenburg/CJD Königswinter – Königswinter Clemens-August-Straße – Königswinter Fähre – Königswinter Denkmal – Rhöndorf – Bad Honnef Am Spitzenbach – Bad Honnef | 10 min (Siegburg–Ramersdorf) 10/20 min (Ramersdorf–Königswinter) 20 min (Königswinter–Bad Honnef) |

Außerdem führt die Buslinie 541 durch Oberkassel, so gibt es eine Busverbindung nach Oberpleis und Königswinter. Nachts findet ein stündlicher Busverkehr durch die Linie N8 statt.
Bis 1962 verkehrte zwischen Oberkassel und Plittersdorf (Höhe Haus Carstanjen) eine Personen-Rheinfähre. Am Rheinufer gibt es einen Schiffsanleger. Der Anleger wurde im Jahr 2000 mit Unterstützung der Oberkasseler Vereine um einen Kilometer von Höhe Bahnhof stromaufwärts näher zum Ortskern hin verlegt. Betreiber ist die Bonner Personen Schiffahrt (BPS) am Rhein.
Dieser Anleger wurde im Jahre 2017 auf Betreiben der Stadt Bonn 1,5 Kilometer rheinabwärts vor das Hotel Kameha verlegt.

## Sehenswürdigkeiten
- Arboretum Park Härle

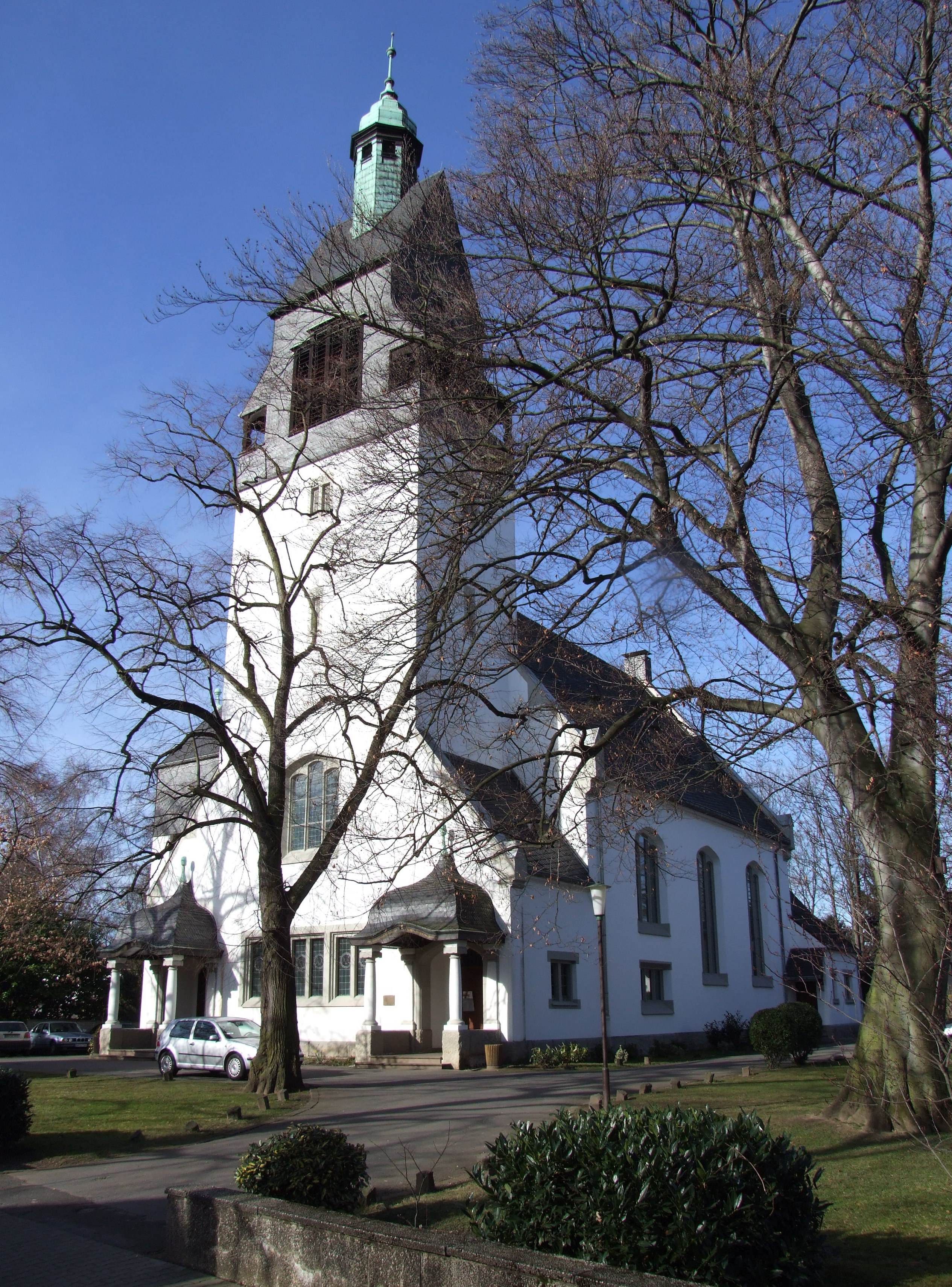
Evangelische Kirche von 1908

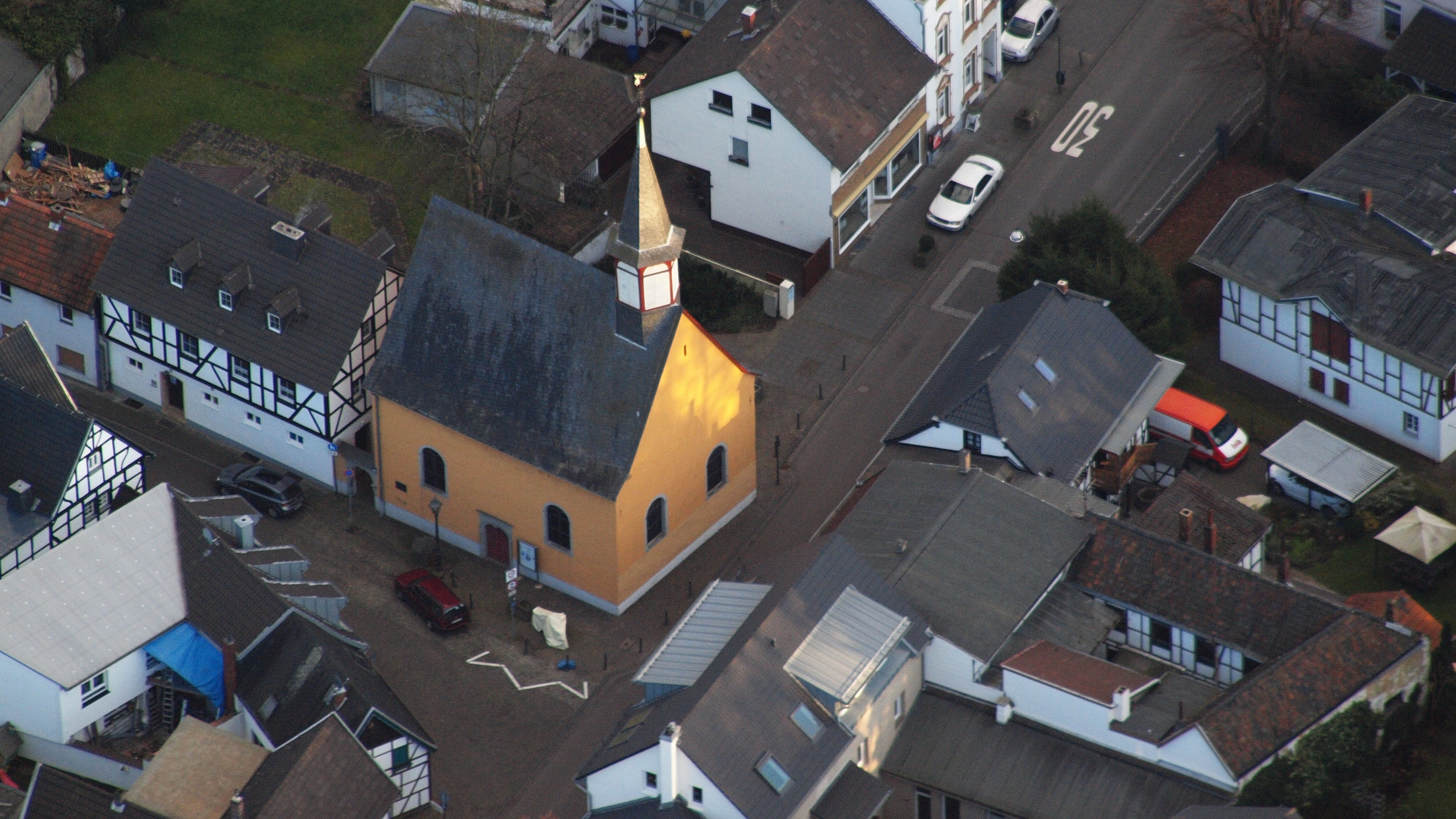
Alte evangelische Kirche, Luftaufnahme (2015)

- Höhenzug Ennert mit der höchsten Bonner Erhebung, dem Paffelsberg, sowie Juffernberg, Rabenlay, Kuckstein, Dornheckensee, Blauen See und Märchensee
- Fundstelle des Doppelgrabs von Oberkassel
- Steiner Häuschen
- Lippesches Landhaus
- Alte Evangelische Kirche (1683)[13]
- Evangelische Kirche (1908; Entwurf: Otto March)
- Katholische Kirche St. Cäcilia
- Gottfried-Kinkel-Denkmal

## Ehrenbürger
- 1929: Johann Gabriel Adrian, Steinbruchbesitzer
- 1930: Julius Vorster, Geh. Kommerzienrat
- 1939: Stefan Rhein, Altveteran

## Persönlichkeiten
An den im Jahre 1815 geborenen Oberkasseler Schriftsteller Gottfried Kinkel erinnern beispielsweise die Gottfried-Kinkel-Grundschule sowie in Bonn-Kessenich die Gottfried Kinkel Realschule. Den Namen Kinkel trägt auch die Straße, an der die 1908 erbaute Große Evangelische Kirche Oberkassel steht; in deren Jugendheim wurde 2011 im Rahmen der 10. (seit 1995 durchgeführten) Oberkasseler Kulturtage das nach einem „Verzellsche für Blahge“ von Johanna Kinkel, Gottfrieds Ehefrau, von Karin Lübben verfasste Marionettentheaterstück „Der Hund und das Eichhörnchen“ aufgeführt.

## Töchter und Söhne
- (Johann) Gottfried Kinkel (* 11. August 1815; † 13. November 1882 in Zürich), deutscher evangelischer Theologe, Schriftsteller, Kirchenlieddichter und demokratisch gesinnter Politiker.
- Franz Karl Rennen (* 25. Februar 1818; † 10. Januar 1897 in Köln) war preußischer Beamter, Landrat und Eisenbahndirektor
- Ernst zur Lippe-Biesterfeld (* 9. Juni 1842; † 26. September 1904 in Schloss Lopshorn), war Regent von Lippe von 1897 bis 1904
- Kornelius Kniel (1860–1940), Benediktinermönch in Beuron, 1. Prior der Dormitio-Abtei/Jerusalem.
- Leopold IV. (Lippe) (* 30. Mai 1871; † 30. Dezember 1949 in Detmold), war der letzte regierende Fürst von Lippe von 1905 bis 1918
- Julius Ernst zur Lippe-Biesterfeld (* 2. September 1873; † 15. September 1952 ebenda), Diplomat
- Benno Reifenberg (* 16. Juli 1892; † 9. Februar 1970 in Kronberg) war Journalist, Kunstkritiker, Schriftsteller und Publizist
- Mauritius Mittler (* 25. Mai 1921; † 29. Juli 2013 in Siegburg) war Benediktinermönch in Siegburg, Historiker sowie Autor und Herausgeber
- Placidus Mittler (* 11. November 1928; † 26. Februar 2016 in Siegburg) war Benediktinermönch und Abt der Abtei Michaelsberg
- Fritz J. Adrian (* 3. Juni 1930), Diplom-Ingenieur, Geschäftsführer der L. & C. Steinmüller GmbH
- Franz Schmithüsen (* 3. Januar 1940; † 14. April 2015 wohl in Zürich) war Forstwissenschaftler
- Frank Mella (* 6. Dezember 1949), Redakteur, Kolumnist, Träger des Bundesverdienstkreuzes und „Erfinder“ des Deutschen Aktienindex DAX[18]

## Wanderwege
Der Rheinsteig von Bonn nach Wiesbaden führt ebenso durch Oberkassel über die schönsten Teile des Siebengebirges wie der rechtsrheinische Rheinhöhenweg.